# Walter Krause (calciatore 1896)
Walter Krause (Amburgo, 14 marzo 1896 – Amburgo, 28 aprile 1948) è stato un calciatore tedesco, di ruolo centrocampista.